# Districte d'Autun
El Districte d'Autun és un dels cinc districtes del departament francès de Saona i Loira, a la regió de Borgonya-Franc Comtat. Té 11 cantons i 83 municipis. El cap del districte és la sotsprefectura d'Autun. Te una extensió de 1.994 Km2 i una població de 125.580 habitants segons cens de 2022.

## Cantons
cantó d'Autun-Nord - cantó d'Autun-Sud - cantó de Couches - cantó de Le Creusot-Est - cantó de Le Creusot-Oest - cantó d'Épinac - cantó d'Issy-l'Évêque - cantó de Lucenay-l'Évêque - cantó de Mesvres - cantó de Montcenis - cantó de Saint-Léger-sous-Beuvray